# Цейя Стойка
Цея Стойка (нім. Margarete Horvath-Stojka; 23 травня 1933, Краубат-ан-дер-Мур, Штирія — 28 січня 2013, Відень) — австрійська письменниця і художниця. Належала до ромів Ловарі, які проживають в Центральній та Східній Європі. В дитинстві пережила три націонал-соціалістичні концтабори.
Сестра Карла Стойки та Монго Стойки та тітка Гаррі Стойки та Карлу Ратцеру.

## Життя
Цея Стойка виросла в сім'ї, яка подорожувала Австрією, продаючи коней. Батька Цеї вбили не в концтаборі Дахау, як вона помилково вважала протягом багатьох років, а у замку Гартгайм. Після депортації батька в Дахау в 1941 році, решта родини була депортована в концентраційний табір Освенцим-Біркенау. Цею відправили до Освенцима-Біркенау 1943 року, де вона мала працювати швачкою. Незадовго до кінця війни всі троє перевели до концтабору Берген-Бельзен, де вони були звільнені в 1945 році. З роду, який складався приблизно з 200 людей, вижили лише шестеро.
Після війни Стойка оселилася у Відні, де прожила до самої смерті.
У 1988 році вона написала свою першу книгу «Ми живемо таємно» і однією з перших звернула увагу на долю свого народу в таборах концентрації та знищення. У 1992 році вийшла книга «Мандрівники у цьому світі», спогади про час у повоєнній Австрії. У 1989 році, після поїздки до Японії, вона почала писати свої перші картини. Повторювані теми — це барвисті природні мотиви, особливо ромів до війни, але також дуже похмурі зображення нацистських злочинів. Виставки її робіт були в Німеччині та Австрії, а також в інших країнах, таких як Японія та Чехія. У 2003 році вона видала свою збірку віршів «Мій вибір писати — я не можу».
В рамках проєкту «Останні свідки» в Бурґтеатрі Цея Стойка була однією із семи учасників, хто вижив у нацистських таборах винищення, чиї свідчення були представлені і яка також розповіла присутнім про свій досвід у контексті переслідування євреїв під час нацистської епохи, але вона померла перед прем'єрою в жовтні 2013 року.
Цея Стойка була похована у Відні в Грос-Едлерсдорфер Фрідхоф у почесній могилі (група 13, ряд 2, номер 10).

## Міжнародний фонд імені Цеї Стойки
У 2018 році групою кураторів, журналістів, авторів, режисерів та фотографів разом із спадкоємцями Цеї Стойки був заснований Міжнародний фонд. Ця некомерційна установа має на меті інформувати зацікавлену громадськість про роботу та особу Цеї Стойки, а також про її виставки, важливе висвітлення в пресі та наукову рецепцію роботи.

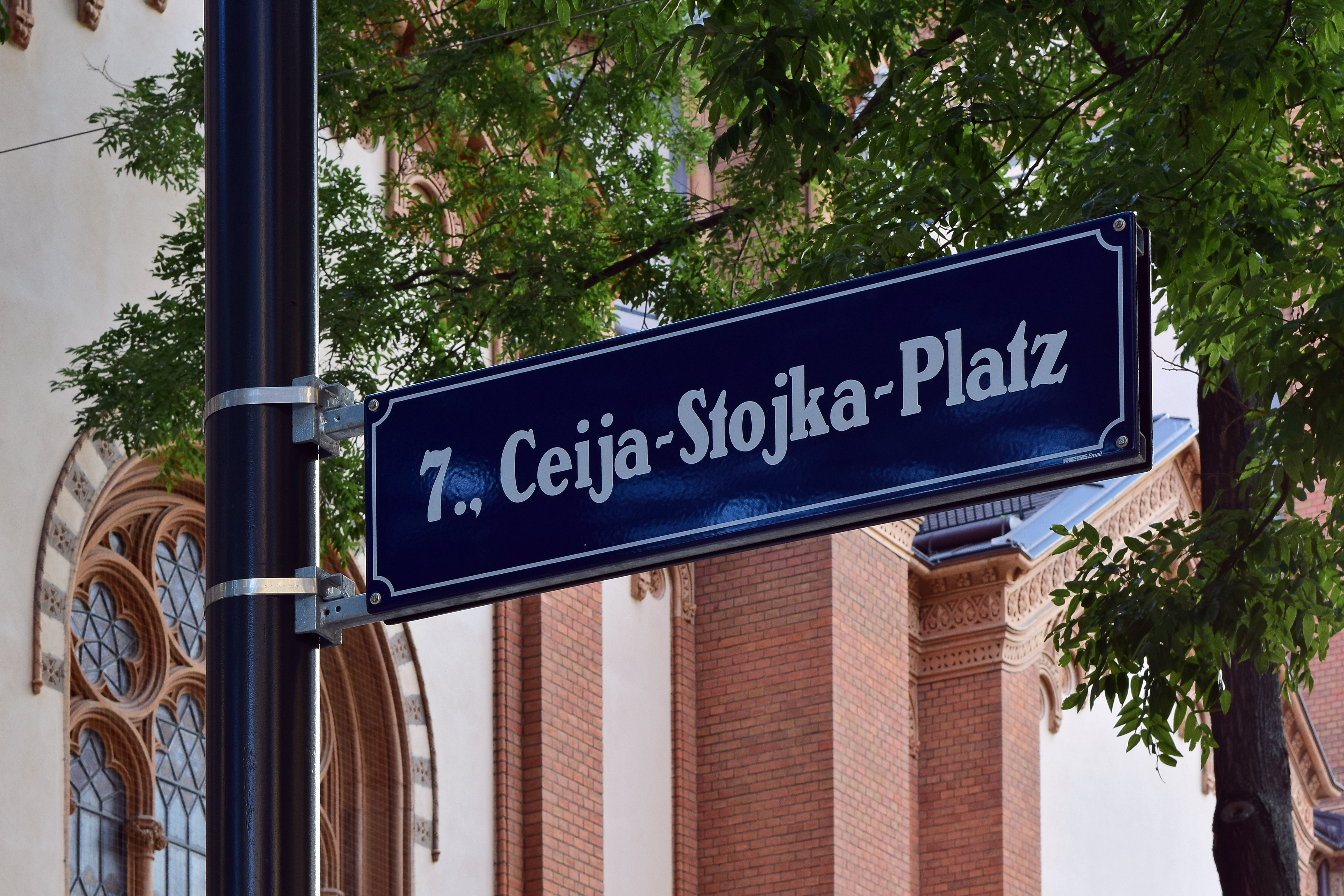
Меморіальна дошка на Цейя-Стойка-Плац у Нойбау

## Нагороди

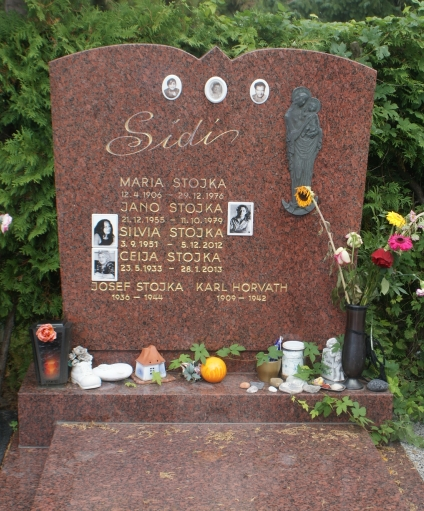
Місце поховання Цейї Горват-Стойки

- Премія Бруно Крейського за політичну книгу, 1993 рік
- Премія Йозефа Фелдера, 2000[15]
- Золотий хрест заслуг Віденської держави, 2001
- Медаль гуманності міста Лінц, 2004 р.[16]
- Золота медаль за заслуги провінції Верхня Австрія, 2005[16]
- Австрійська телевізійна премія з освіти дорослих, 2006 рік
- Призначення професором федерального міністерства освіти, мистецтва та культури Австрії, 2009 р.[17]
- У 2014 році площа перед парафіяльною церквою Альтлерхенфельда була названа в її честь Ceija-Stojka-Platz .[18]

## Праці
- Ми живемо таємно. Спогади про рома цигана (1988)
- Мандрівники у цьому світі (1992)
- Мій вибір писати — я не можу, поезія (2003)
- Me Diklem Suno (Аудіо CD)
- Мені сниться, що я живий? Звільнений з Берген-Бельзена (2005)
- Освенцім — це моє пальто. Картинки та тексти. (Монографія, під редакцією Крісти Стиппінгер, Відень 2008)
- Ceija Stojka (1933—2013) — Навіть смерть боїться Освенціму (монографія, під редакцією Lith Bahlmann / Matthias Reichelt, Verlag für Moderne Kunst Nürnberg 2014)

## Кінематографія
- Ceija Stojka: Портрет ромки, 2001 (Режисер: Карін Бергер)
- Під дошками світло-зелена трава, 2005 р. (Режисер: Карін Бергер)

## Вебпосилання
- Бібліографія. Цейя Стойка // Німецька національна бібліотека
- Вебсайт Міжнародного фонду Ceija Stojka [Архівовано 18 березня 2022 у Wayback Machine.]
- Вебсайт Ceija Stojka [Архівовано 8 березня 2022 у Wayback Machine.]
- bildungs.tv: свідок сучасника Ceija Stojka [Архівовано 16 квітня 2021 у Wayback Machine.], відеозапис (58 хв.)
- Інформація про виставки в Берліні 2014 року [Архівовано 25 лютого 2021 у Wayback Machine.]
- Стаття про Ceija Stojka в d | ROM | a, липень 2005 [Архівовано 26 листопада 2021 у Wayback Machine.]